# Том Уилкинсън
Том Джефри Уилкинсън (на английски: Thomas Geoffrey Wilkinson; 5 февруари 1948 г. – 30 декември 2023 г.) е английски актьор. По-известен е с поддържащите си роли във филмите „В името на Отца“ (1993), „Разум и чувства“ (1995), „Влюбеният Шекспир“ (1998), „Момичето с перлената обица“ (2003), „Блясъкът на чистия ум“ (2004), „Батман в началото“ (2005), „Операция Валкирия“ (2008), „Писател в сянка“ (2010), „Най-екзотичният хотел „Мариголд“ (2011), „Селма“ (2014) и „Гранд хотел „Будапеща“ (2014).

## Личен живот
До смъртта си живее със съпругата си Даяна Хардкасъл. Имат две дъщери – Алис (р. 1989) и Моли (р. 1991).
Уилкинсън умира в дома си на 30 декември 2023 г. на 75 години.

## Избрана филмография
| година | филм       | оригинално заглавие | роля       | режисьор  |
| ------ | ---------- | ------------------- | ---------- | --------- |
| 2001   | В спалнята | In the Bedroom      | Мат Фаулър | Тод Фийлд |